# 김승한 (아나운서)
김승한(金丞漢, 1937년 ~ 2024년 1월 15일)은 대한민국의 아나운서이다.

## 학력
- 담양농업고등학교

## 생애
1937년 충청남도 부여에서 태어났다. 고교 교사였던 부친의 영향으로 어릴 때부터 신문과 교과서를 낭독하며 자랐다. 부친이 중풍으로 쓰러진 뒤 고학으로 담양농업고등학교를 졸업하고 국민학교 교사를 거쳐 1963년 KBS 아나운서로 입사했다.
1965년부터 1985년 부장으로 진급할 때까지 20년간 KBS 라디오 정오뉴스와 대한뉴스를 진행했다.[1] 1983년 아웅산 묘소 폭탄 테러 직후 희생자들의 시신이 김포국제공항에 도착했을 때 중계방송을 진행하기도 하였다.
1988년에는 1988 서울 올림픽 행사 내레이션을 맡았고, 같은 해 KBS 아나운서실장으로 부임했다. 1994년 KBS를 떠났고 1998년까지 불교방송에서 방송위원으로 일했다.

### 사망
2024년 1월 15일, 향년 87세로 사망했다.